# Artrite gonocócica

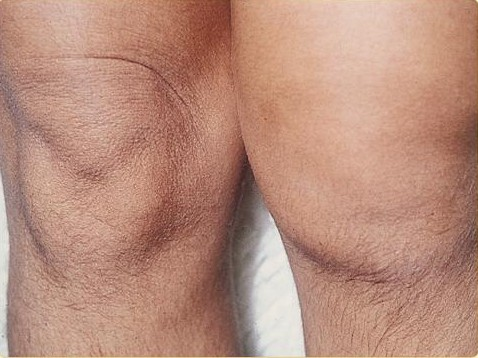
Artrite gonocócica em joelho

Artrite gonocócica é uma forma de inflamação das articulações que pode ocorrer em pacientes com gonorreia, uma doença sexualmente transmissível causada pela bactéria Neisseria gonorrhoeae (gonococo). A artrite gonocócica é mais sintomática nas mulheres do que nos homens e é mais comum em adolescentes sexualmente ativos.
A artrite gonocócica decorre da disseminação extragenital da bactéria através da corrente sanguínea (via hematogênica). A difusão do gonococo pode se manifestar de diversas formas, seja por uma síndrome artrite-dermatite, com lesões de pele de características variadas (petequiais, pustulares, necróticas ou hemorrágicas), geralmente nas superfícies extensoras dos membros, associadas a uma politenossinovite assimétrica, com ou sem artrite, predominantemente em joelho, dedos, punho e tornozelo.
Trata-se de uma complicação rara da gonorreia. Nos Estados Unidos, são relatados 700.000 novos casos anuais de gonorreia, segundo o Centro de Controle e Prevenção de Doenças (CDC). A infecção por gonorreia pode não produzir sintomas.
Quando tratada, a artrite gonocócica responde bem à terapia com antibióticos, havendo remissão dos sintomas em poucos dias após o início do tratamento. Se não tratada, pode haver destruição da cartilagem articular, causando dano permanente à articulação dentro de pouco tempo.